# Provincia di Picota
La provincia di Picota è una provincia del Perù, situata nella regione di San Martín.

## Geografia antropica

### Suddivisioni amministrative
È divisa in dieci distretti:
- Buenos Aires (Buenos Aires)
- Caspisapa (Caspisapa)
- Picota (Picota)
- Pilluana (Pilluana)
- Pucacaca (Pucacaca)
- San Cristóbal (Puerto Rico)
- San Hilarion (San Cristóbal de Sisa)
- Shamboyacu (Shamboyacu)
- Tingo de Ponasa (Tingo de Ponasa)
- Tres Unidos (Tres Unidos)